# Kościół Trójcy Świętej w Byszewie
Kościół Świętej Trójcy w Byszewie i Sanktuarium Matki Boskiej Byszewskiej Królowej Krajny – kościół parafialny rzymskokatolickiej parafii Świętej Trójcy  w Byszewie w diecezji pelplińskiej. W Sanktuarium znajduje się koronowany w 1966 wizerunek Matki Boskiej Królowej Krajny.

## Historia
Parafia w Byszewie mogła istnieć już pod koniec XII wieku. Od 1250 związana z klasztorem cysterskim ufundowanym przez Mikołaja Zbrożka, skarbnika księcia kujawskiego Kazimierza. Do 1288 była to główna siedziba klasztoru cysterskiego, później siedziba parafii do 1819 należąca do opactwa cysterskiego w Koronowie.
Pierwszą świątynię, prawdopodobnie drewnianą wzniesiono wraz z fundacją klasztoru. Została ona jednak zniszczona już w 1283 przez Krzyżaków. Budowa kolejnej świątyni przebiegała dość mozolnie, wzniesiono ją na przełomie XV i XVI wieku. Był to kościół murowany, jednonawowy wybudowany w stylu gotyckim i gotycko-renesansowym. Kościół konsekrowano w 1523 roku. Uległ on jednak dość szybko zniszczeniu w wyniku pożarów. Inicjatorem budowy nowego kościoła był opat koronowski Jan Karol Czołchański. Kościół wzniesiono na zrębach dawnej świątyni w latach 1610–1663 nadając mu styl manierystyczny. Konsekracja kościoła dedykowanego Trójcy Świętej oraz Narodzeniu Najświętszej Marii Panny odbyła się 22 lipca 1663. Prezbiterium oraz korpus nawowy przetrwały do czasów współczesnych.
W II połowie XVIII wieku dokonano kompleksowej przebudowy kościoła. Jej inicjatorami i fundatorami byli dwaj kolejni opaci koronowscy Stefan Mikołaj i Jan Antoni Chrząstowscy. Dobudowano wtedy dwie kaplice boczne oraz kruchtę po zachodniej stronie kościoła. Założono sklepienia korpusu nawowego, a wieżę nakryto hełmem. W tej postaci kościół dotrwał do czasów współczesnych.

## Architektura

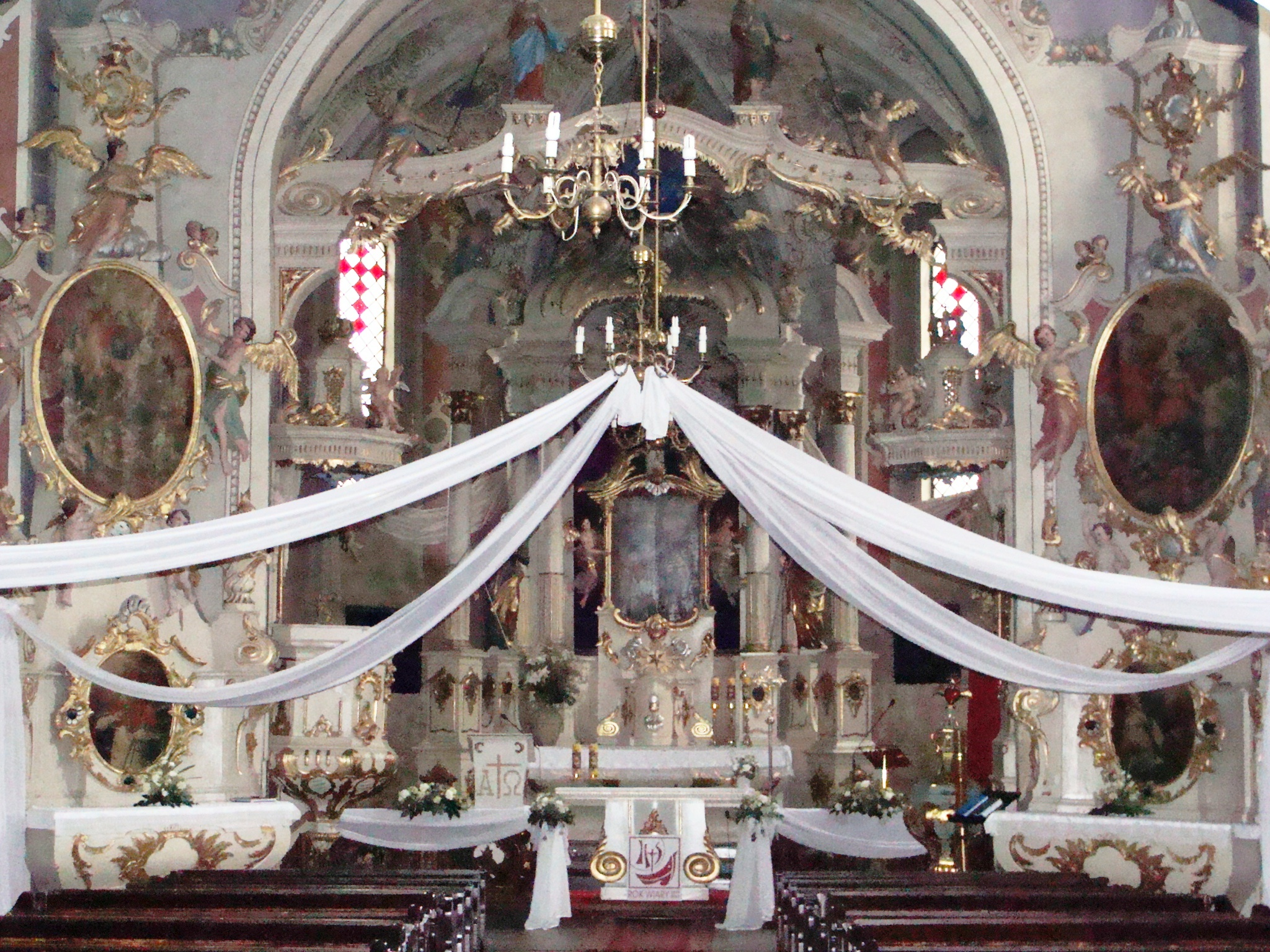
Wnętrze, nawa główna

Kościół usytuowany jest na wzniesieniu, którego zbocza opadają w stronę jezior byszewskich. Wejście do kościoła wiedzie przez usytuowaną po zachodniej stronie bramę. Brama zlokalizowana jest w podstawie wolnostojącej dzwonnicy. Kościół jest świątynią orientowaną, przy czym jego oś jest przekręcona lekko na północ. Kaplice boczne świątyni, tworzące formę transeptu noszą wezwania Matki Bożej Różańcowej oraz Męki Pańskiej.
Wnętrze świątyni zdobią sklepienia krzyżowo-żebrowe, żaglaste i kolebkowo – krzyżowe. Wnętrze utrzymane jest w jednolitym rokokowym wystroju. Na ścianach znajdują się lekkie białe polichromie ze złoconą ornamentyką ażurową wykonane w 1920 przez Leona Drapiewskiego. Na progu kościoła w posadzce umieszczony jest ceglany krzyż. Według legendy został tu pochowany złodziej (podobno miejscowy organista), który w ten sposób chciał odpokutować obrabowanie kościoła. Ambona oraz chrzcielnica wkomponowane naprzeciw siebie w arkadę łuku tęczowego. Chrzcielnica jest jednym z najstarszych i najcenniejszych zabytków w kościele. Stanowi ją wykuta w granicie XIII-wieczna romańska misa chrzcielna. Na łuku tęczowym Grupa Ukrzyżowania.
Ołtarz główny, rokokowy, ufundowany został w 1759 przez Wojciecha Chrząstowskiego, kasztelana nakielskiego. Ołtarz jest drewniany, polichromowany na biało, ze złoconymi ornamentami zawiera w środkowej części obraz Matki Boskiej z Dzieciątkiem otoczony kultem. Bogato zdobiona rokokowa rama obrazu podtrzymywana jest przez aniołki. Po bokach obrazu umieszczone są rzeźby świętych Piotra i Pawła. Zasłonę cudownego obraz stanowi obraz Zwiastowania Marii Panny. W wolno stojących kolumnach, za niewielkim przeszkleniem złożone są szczątki cystersów.
Wyposażenie w stylu barokowym i rokokowym, obejmuje m.in. kolekcję wykonanych na blasze sarmackich portretów i herbów trumiennych (m.in. Doroty z Chrząstowskich Wąglikowskiej), odnalezionych przypadkowo w 1984 przez proboszcza ks. Orlikowskiego pod likwidowanym stopniem prawego ołtarza bocznego.

## Obraz Matki Boskiej Byszewskiej
Obraz będący przedmiotem szczególnego kultu w sanktuarium byszewskim pochodzi z początku XIII wieku (i jest jednym z trzech najstarszych obrazów Matki Bożej w Polsce). Obraz o wymiarach 107 x 145 cm przedstawia Matkę Bożą z Jezusem, którego trzyma na prawym ręku. Maryja ubrana jest w ciemnoczerwoną suknię i okryta płaszczem. W lewej ręce trzyma berło. Jezus prawą dłoń wznosi do błogosławieństwa, a w lewej trzyma biały kwiat.
Na odwrocie znajduje się pochodzący z XV wieku obraz męczeństwa św. Bartłomieja. Przekazy historyczne (protokół z 2 sierpnia 1699 spisany w obecności opata Bernarda Glińskiego) mówią, że w XVII wieku cudowny obraz wyłowiony został z jeziora, leżącego tuż obok kościoła. Obraz wisiał wcześniej w kaplicy przy gościńcu i już wtedy uważany był za nadzwyczajny. Okoliczni ludzie w obawie o uszkodzenie lub utratę wizerunku podczas licznych wówczas wojen schowali go do kosza (lub szczelnej skrzyni) i ukryli w trzcinie jeziora. Od tego czasu jezioro nazwane jest Świętym.
W okresie reformacji obraz został wywieziony z Byszewa. Początkowo był w Koronowie, później w Obrze na terenie Wielkopolski, po latach powrócił do Byszewa. 10 lipca 1966 z okazji obchodów milenijnych biskup Kazimierz Kowalski ukoronował obraz koronami papieskimi pochodzącymi z XVII w.